# Tour de Turquía 2016
La 52.ª edición de la competición ciclista Tour de Turquía se celebró en Turquía entre el 24 de abril y el 1 de mayo de 2016 sobre un recorrido de 1265,7 kilómetros.
La prueba hizo parte del UCI Europe Tour 2016 dentro de la categoría 2.HC (máxima categoría de estos circuitos).
La carrera fue ganada por el corredor portugués José Gonçalves del equipo Caja Rural-Seguros RGA, en segundo lugar David Arroyo (Caja Rural-Seguros RGA) y en tercer lugar Nikita Stalnov (Astana City).

## Equipos participantes
Tomaron parte en la carrera 16 equipos: 2 de categoría UCI ProTeam invitados por la organización; 8 de categoría Profesional Continental; 6 de categoría Continental. Formando así un pelotón de 123 ciclistas de los que acabaron 90. Los equipos participantes fueron:
| WorldTeams (2)- Lampre-Merida - Lotto-Soudal Equipos continentales profesionales (8)- Caja Rural-Seguros RGA - CCC Sprandi Polkowice - Delko-Marseille Provence-KTM - Funvic Soul Cycles-Carrefour - Nippo-Vini Fantini - Team Roth - Southeast-Venezuela - Verva ActiveJet Equipos continentales (6)- Alpha Baltic-Maratoni.lv - Astana City - Hrinkow Advarics Cycleang - Parkhotel Valkenburg Continental - Torku Şekerspor - Unieuro Wilier |
| |

## Etapas
El Tour de Turquía dispuso de ocho etapas para un recorrido total de 1265,7 kilómetros.
| Etapa     | Fecha     | Recorrido             | type                   | Distancia (km) | Ganador            | Líder              |
| --------- | --------- | --------------------- | ---------------------- | -------------- | ------------------ | ------------------ |
| 1.ª etapa | 24 de abr | Estambul – Estambul   | etapa escarpada        | 129,2          | Przemysław Niemiec | Przemysław Niemiec |
| 2.ª etapa | 25 de abr | Capadocia – Capadocia | etapa de media montaña | 154,1          | Pello Bilbao       | Przemysław Niemiec |
| 3.ª etapa | 26 de abr | Aksaray – Konya       | etapa escarpada        | 158,9          | André Greipel      | Pello Bilbao       |
| 4.ª etapa | 27 de abr | Seydişehir – Alanya   | etapa escarpada        | 187            | Sacha Modolo       | Pello Bilbao       |
| 5.ª etapa | 28 de abr | Alanya – Kemer        | etapa llana            | 189,3          | Jakub Mareczko     | Pello Bilbao       |
| 6.ª etapa | 29 de abr | Kumluca – Elmalı      | etapa de montaña       | 116,9          | Jaime Rosón        | José Gonçalves     |
| 7.ª etapa | 30 de abr | Fethiye – Marmaris    | etapa escarpada        | 128,6          | Sacha Modolo       | José Gonçalves     |
| 8.ª etapa | 1 de may  | Marmaris – Selçuk     | etapa escarpada        | 201,7          | Jakub Mareczko     | José Gonçalves     |

## Clasificaciones finales
- Las clasificaciones finalizaron de la siguiente forma:[5]

### Clasificación general
| \| Clasificación general \| Clasificación general \| Clasificación general \| Clasificación general \| Clasificación general \| \| Ciclista \| Ciclista \| Equipo \| Tiempo \| \| \| --------------------- \| --------------------- \| ---------------------- \| --------------------- \| --------------------- \| \| 1.º \| José Gonçalves \| Caja Rural-Seguros RGA \| 32 h 31 min 35 s \| \| \| 2.º \| David Arroyo \| Caja Rural-Seguros RGA \| + 18 s \| \| \| 3.º \| Nikita Stalnow \| Astana City \| + 56 s \| \| \| 4.º \| Lluís Mas \| Caja Rural-Seguros RGA \| + 2 min 13 s \| \| \| 5.º \| Adam Hansen \| Lotto-Soudal \| + 4 min 46 s \| \| \| 6.º \| Gregory Henderson \| Lotto-Soudal \| + 6 min 46 s \| \| \| 7.º \| Stig Broeckx \| Lotto-Soudal \| + 9 min 22 s \| \| \| 8.º \| Gert Dockx \| Lotto-Soudal \| + 12 min 46 s \| \| \| 9.º \| Jaime Rosón \| Caja Rural-Seguros RGA \| + 12 min 58 s \| \| \| 10.º \| Mauro Finetto \| Unieuro Wilier \| + 13 min 08 s \| \| |                   |                        |                  |
| |                   |                        |                  |
| Fuentes: ProCyclingStats Cycling Quotient Cycling Archives |                   |                        |                  |
| Clasificación general |                   |                        |                  |
| Ciclista | Ciclista          | Equipo                 | Tiempo           |
| 1.º | José Gonçalves    | Caja Rural-Seguros RGA | 32 h 31 min 35 s |
| 2.º | David Arroyo      | Caja Rural-Seguros RGA | + 18 s           |
| 3.º | Nikita Stalnow    | Astana City            | + 56 s           |
| 4.º | Lluís Mas         | Caja Rural-Seguros RGA | + 2 min 13 s     |
| 5.º | Adam Hansen       | Lotto-Soudal           | + 4 min 46 s     |
| 6.º | Gregory Henderson | Lotto-Soudal           | + 6 min 46 s     |
| 7.º | Stig Broeckx      | Lotto-Soudal           | + 9 min 22 s     |
| 8.º | Gert Dockx        | Lotto-Soudal           | + 12 min 46 s    |
| 9.º | Jaime Rosón       | Caja Rural-Seguros RGA | + 12 min 58 s    |
| 10.º | Mauro Finetto     | Unieuro Wilier         | + 13 min 08 s    |

### Clasificación por puntos
| Clasificación por puntos | Clasificación por puntos | Clasificación por puntos | Clasificación por puntos | Clasificación por puntos |
| Ciclista                 | Ciclista                 | Equipo                   | Puntos                   |                          |
| ------------------------ | ------------------------ | ------------------------ | ------------------------ | ------------------------ |
| 1.º                      | Manuel Belletti          | Southeast-Venezuela      | 62 pts                   |                          |
| 2.º                      | Daniele Colli            | Nippo-Vini Fantini       | 56 pts                   |                          |
| 3.º                      | Sacha Modolo             | Lampre-Merida            | 54 pts                   |                          |
| 4.º                      | Grzegorz Stępniak        | CCC Sprandi Polkowice    | 47 pts                   |                          |
| 5.º                      | Marco Zanotti            |                          | 46 pts                   |                          |
| 6.º                      | Alberto Cecchin          | Roth                     | 45 pts                   |                          |
| 7.º                      | José Gonçalves           | Caja Rural-Seguros RGA   | 44 pts                   |                          |
| 8.º                      | Jakub Mareczko           | Southeast-Venezuela      | 41 pts                   |                          |
| 9.º                      | Przemysław Niemiec       | Lampre-Merida            | 41 pts                   |                          |
| 10.º                     | Mauro Finetto            | Unieuro Wilier           | 36 pts                   |                          |

### Clasificación de la montaña
| Clasificación de la montaña | Clasificación de la montaña | Clasificación de la montaña      | Clasificación de la montaña | Clasificación de la montaña |
| Ciclista                    | Ciclista                    | Equipo                           | Puntos                      |                             |
| --------------------------- | --------------------------- | -------------------------------- | --------------------------- | --------------------------- |
| 1.º                         | Przemysław Niemiec          | Lampre-Merida                    | 21 pts                      |                             |
| 2.º                         | Ilia Koshevoy               | Lampre-Merida                    | 16 pts                      |                             |
| 3.º                         | Jaime Rosón                 | Caja Rural-Seguros RGA           | 15 pts                      |                             |
| 4.º                         | Peter Schulting             | Parkhotel Valkenburg Continental | 14 pts                      |                             |
| 5.º                         | Paweł Cieślik               | Verva ActiveJet                  | 13 pts                      |                             |
| 6.º                         | Rémy Di Gregorio            | Delko-Marseille Provence-KTM     | 12 pts                      |                             |
| 7.º                         | Nazim Bakirci               | Torku Şekerspor                  | 11 pts                      |                             |
| 8.º                         | Muhammet Atalay             | Torku Şekerspor                  | 10 pts                      |                             |
| 9.º                         | Jan Hirt                    | CCC Sprandi Polkowice            | 10 pts                      |                             |
| 10.º                        | Nicolas Baldo               | Roth                             | 7 pts                       |                             |

### Clasificación de los sprints por las "Bellezas de Turquía"
| Clasificación de las metas volantes | Clasificación de las metas volantes | Clasificación de las metas volantes | Clasificación de las metas volantes | Clasificación de las metas volantes |
| Ciclista                            | Ciclista                            | Equipo                              | Puntos                              |                                     |
| ----------------------------------- | ----------------------------------- | ----------------------------------- | ----------------------------------- | ----------------------------------- |
| 1.º                                 | Lluís Mas                           | Caja Rural-Seguros RGA              | 10 pts                              |                                     |
| 2.º                                 | Paweł Cieślik                       | Verva ActiveJet                     | 8 pts                               |                                     |
| 3.º                                 | Peter Schulting                     | Parkhotel Valkenburg Continental    | 6 pts                               |                                     |
| 4.º                                 | Eduard-Michael Grosu                | Nippo-Vini Fantini                  | 5 pts                               |                                     |
| 5.º                                 | Riccardo Stacchiotti                | Nippo-Vini Fantini                  | 5 pts                               |                                     |
| 6.º                                 | Muhammet Atalay                     | Torku Şekerspor                     | 5 pts                               |                                     |
| 7.º                                 | Alessandro Malaguti                 | Unieuro Wilier                      | 4 pts                               |                                     |
| 8.º                                 | Stig Broeckx                        | Lotto-Soudal                        | 3 pts                               |                                     |
| 9.º                                 | Sven Van Luijk                      | Parkhotel Valkenburg Continental    | 3 pts                               |                                     |
| 10.º                                | Rémy Di Gregorio                    | Delko-Marseille Provence-KTM        | 3 pts                               |                                     |

### Clasificación por equipos
| Clasificación por equipos | Clasificación por equipos        | Clasificación por equipos | Clasificación por equipos |
| Equipo                    | Equipo                           | Tiempo                    |                           |
| ------------------------- | -------------------------------- | ------------------------- | ------------------------- |
| 1.º                       | Caja Rural-Seguros RGA           | 97 h 34 min 28 s          |                           |
| 2.º                       | Lotto-Soudal                     | + 15 min 47 s             |                           |
| 3.º                       | Lampre-Merida                    | + 37 min 22 s             |                           |
| 4.º                       | Astana City                      | + 44 min 54 s             |                           |
| 5.º                       | Parkhotel Valkenburg Continental | + 45 min 29 s             |                           |
| 6.º                       | CCC Sprandi Polkowice            | + 1 h 00 min 45 s         |                           |
| 7.º                       | Unieuro Wilier                   | + 1 h 01 min 08 s         |                           |
| 8.º                       | Team Roth                        | + 1 h 10 min 36 s         |                           |
| 9.º                       | Verva ActiveJet                  | + 1 h 14 min 14 s         |                           |
| 10.º                      | Delko-Marseille Provence-KTM     | + 1 h 18 min 29 s         |                           |

## Evolución de las clasificaciones
| Etapa                   | Vencedor                | Clasificación general | Clasificación por puntos | Clasificación de la montaña | Clasificación de sprints "Bellezas de Turquía" | Clasificación por equipos |
| ----------------------- | ----------------------- | --------------------- | ------------------------ | --------------------------- | ---------------------------------------------- | ------------------------- |
| 1.ª                     | Przemysław Niemiec      | Przemysław Niemiec    | Przemysław Niemiec       | Rémy Di Gregorio            | Lluís Mas                                      | Lampre-Merida             |
| 2.ª                     | Pello Bilbao            | Przemysław Niemiec    | José Gonçalves           | Rémy Di Gregorio            | Lluís Mas                                      | Caja Rural-Seguros RGA    |
| 3.ª                     | André Greipel           | Pello Bilbao          | José Gonçalves           | Rémy Di Gregorio            | Lluís Mas                                      | Caja Rural-Seguros RGA    |
| 4.ª                     | Sacha Modolo            | Pello Bilbao          | José Gonçalves           | Rémy Di Gregorio            | Lluís Mas                                      | Caja Rural-Seguros RGA    |
| 5.ª                     | Jakub Mareczko          | Pello Bilbao          | Alberto Cecchin          | Rémy Di Gregorio            | Lluís Mas                                      | Caja Rural-Seguros RGA    |
| 6.ª                     | Jaime Rosón             | José Gonçalves        | José Gonçalves           | Przemysław Niemiec          | Lluís Mas                                      | Caja Rural-Seguros RGA    |
| 7.ª                     | Sacha Modolo            | José Gonçalves        | Manuel Belletti          | Przemysław Niemiec          | Lluís Mas                                      | Caja Rural-Seguros RGA    |
| 8.ª                     | Jakub Mareczko          | José Gonçalves        | Manuel Belletti          | Przemysław Niemiec          | Lluís Mas                                      | Caja Rural-Seguros RGA    |
| Clasificaciones finales | Clasificaciones finales | José Gonçalves        | Manuel Belletti          | Przemysław Niemiec          | Lluís Mas                                      | Caja Rural-Seguros RGA    |

## UCI Europe Tour
El Tour de Turquía otorga puntos para el UCI Europe Tour 2016, solamente para corredores de equipos Profesional Continental y Equipos Continentales. La siguiente tabla corresponde al baremo de puntuación:
| Posición   | 1.º | 2.º | 3.º | 4.º | 5.º | 6.º | 7.º | 8.º | 9.º | 10.º | 11.º | 12.º | 13.º | 14.º | 15.º | 16.º-30.º | 31.º-40.º |
| Puntuación | 200 | 150 | 125 | 100 | 85  | 70  | 60  | 50  | 40  | 35   | 30   | 25   | 20   | 15   | 10   | 5         | 3         |

| Posición | Ciclista       | Equipo                 | Puntos |
| -------- | -------------- | ---------------------- | ------ |
| 1.º      | José Gonçalves | Caja Rural-Seguros RGA | 200    |
| 2.º      | David Arroyo   | Caja Rural-Seguros RGA | 150    |
| 3.º      | Nikita Stalnov | Astana City            | 125    |
| 4.º      | Lluís Mas      | Caja Rural-Seguros RGA | 100    |
| 5.º      | Adam Hansen    | Lotto Soudal           | 85     |
| 6.º      | Greg Henderson | Lotto Soudal           | 70     |
| 7.º      | Stig Broeckx   | Lotto Soudal           | 60     |
| 8.º      | Gert Dockx     | Lotto Soudal           | 50     |
| 9.º      | Jaime Rosón    | Caja Rural-Seguros RGA | 40     |
| 10.º     | Mauro Finetto  | Unieuro Wilier         | 35     |

Además, también otorgó puntos para el UCI World Ranking (clasificación global de todas las carreras internacionales).
| Posición              | 1.º | 2.º | 3.º | 4.º | 5.º | 6.º | 7.º | 8.º | 9.º | 10.º |
| Clasificación general | 200 | 150 | 125 | 100 | 85  | 70  | 60  | 50  | 40  | 35   |
| Por etapa             | 20  | 10  | 5   |     |     |     |     |     |     |      |
| Líder                 | 5   |     |     |     |     |     |     |     |     |      |

| Posición | Ciclista       | Equipo                 | General | Etapa | Líder | Total |
| -------- | -------------- | ---------------------- | ------- | ----- | ----- | ----- |
| 1.º      | José Gonçalves | Caja Rural-Seguros RGA | 200     | 20    | 15    | 235   |
| 2.º      | David Arroyo   | Caja Rural-Seguros RGA | 150     | -     | -     | 150   |
| 3.º      | Nikita Stalnov | Astana City            | 125     | -     | -     | 125   |
| 4.º      | Lluís Mas      | Caja Rural-Seguros RGA | 100     | -     | -     | 100   |
| 5.º      | Adam Hansen    | Lotto Soudal           | 85      | -     | -     | 85    |
| 6.º      | Greg Henderson | Lotto Soudal           | 70      | -     | -     | 70    |
| 7.º      | Stig Broeckx   | Lotto Soudal           | 60      | -     | -     | 60    |
| 8.º      | Jaime Rosón    | Caja Rural-Seguros RGA | 40      | 20    | -     | 60    |
| 9.º      | Gert Dockx     | Lotto Soudal           | 50      | -     | -     | 50    |
| 10.º     | Mauro Finetto  | Unieuro Wilier         | 35      | 5     | -     | 40    |